# Carica Liu (Zhezong)
Carica Liu (昭懷皇后; 1079. – 1113.) bila je carica Kine kao žena cara Zhezonga iz dinastije Sung/Song.
Njezini su roditelji nepoznati. Bila je odabrana za konkubinu caru Zhezongu, koji je oženio drugu ženu, caricu Meng. Zhezong i Liu su imali sretnu romantičnu vezu te su dobili jednog sina i nekoliko kćeri, dok je brak Meng i Zhezonga bio dosta nesretan. Liu je često bila nepristojna prema carici Meng, što je car tolerirao. Careva pomajka Xiang favorizirala je Meng.
Nakon što je Meng optužena da je koristila usluge vještica, bila je prisiljena otići u taoistički samostan. 27. prosinca 1100., Liu je proglašena caricom, ali je bivša carica Xiang bila protiv toga. Nakon smrti muža, Liu se ubila, godine 1113.
| Prethodnik: | Carica Kine | Nasljednik:    |
| Carica Meng | Carica Kine | Wang (Huizong) |